# Kamil Štěpaník
Kamil Štěpáník (* 30. srpen 1972, Přerov) je bývalý český fotbalista, záložník. Po skončení aktivní kariéry působil jako trenér na regionální úrovni.

## Fotbalová kariéra
V československé a české lize hrál za FC Vítkovice a FC Karviná. Nastoupil k 43 ligovým utkáním. Dále hrál v nižších soutěžích za 1. FC Přerov a FC Baník Most.

## Ligová bilance
| Ročník                                   | Zápasy | Góly | Klub         |
| ---------------------------------------- | ------ | ---- | ------------ |
| 1. československá fotbalová liga 1992/93 | 9      | 0    | TJ Vítkovice |
| 1. česká fotbalová liga 1993/94          | 17     | 0    | FC Vítkovice |
| 1. česká fotbalová liga 1996/97          | 8      | 0    | FC Karviná   |
| Gambrinus liga 1998/99                   | 9      | 0    | FC Karviná   |
| CELKEM                                   | 43     | 0    |              |